# Heterorrhina elegans
Heterorrhina elegans är en skalbaggsart som beskrevs av Fabricius 1781. Heterorrhina elegans ingår i släktet Heterorrhina och familjen Cetoniidae. Inga underarter finns listade i Catalogue of Life.

## Bildgalleri

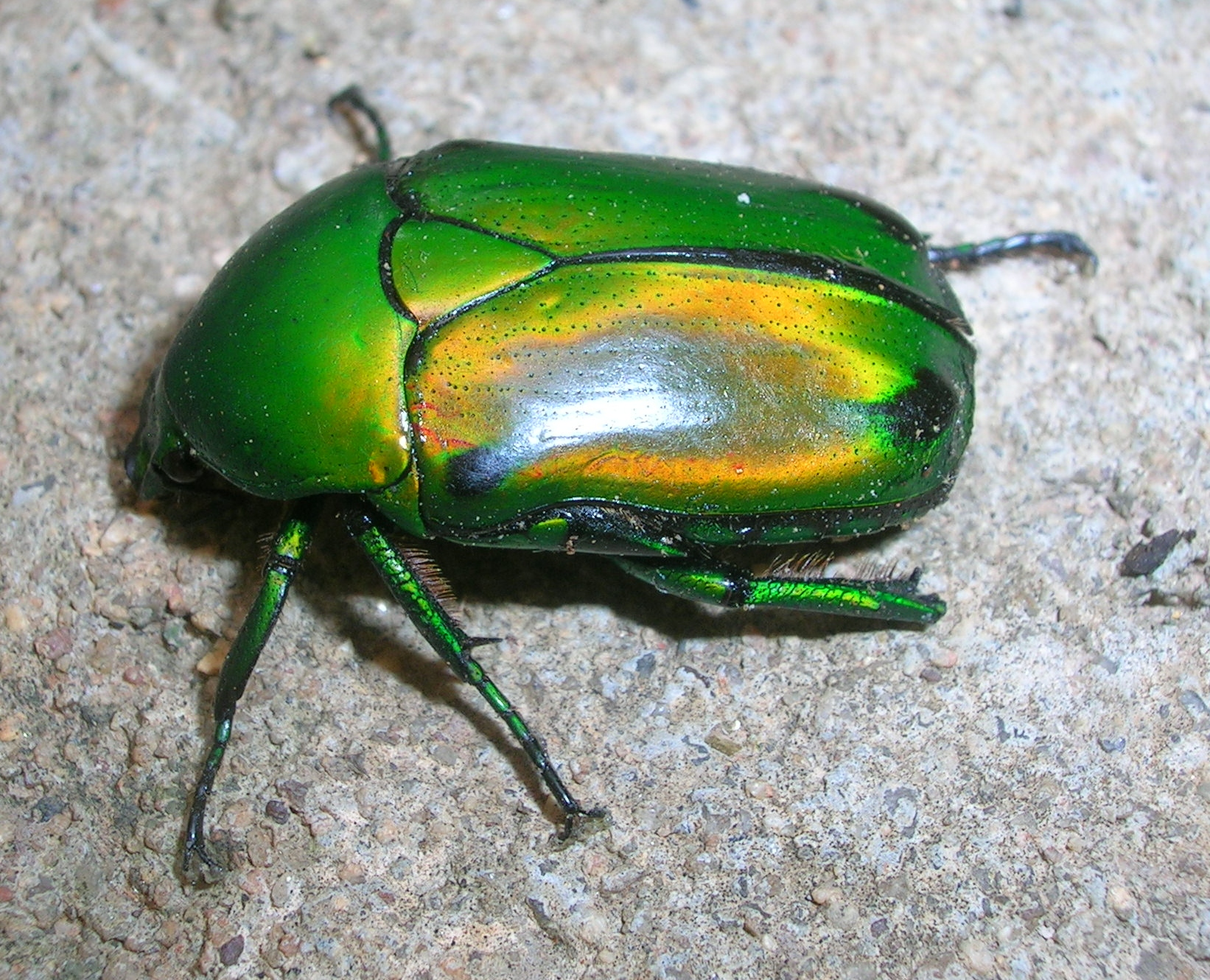
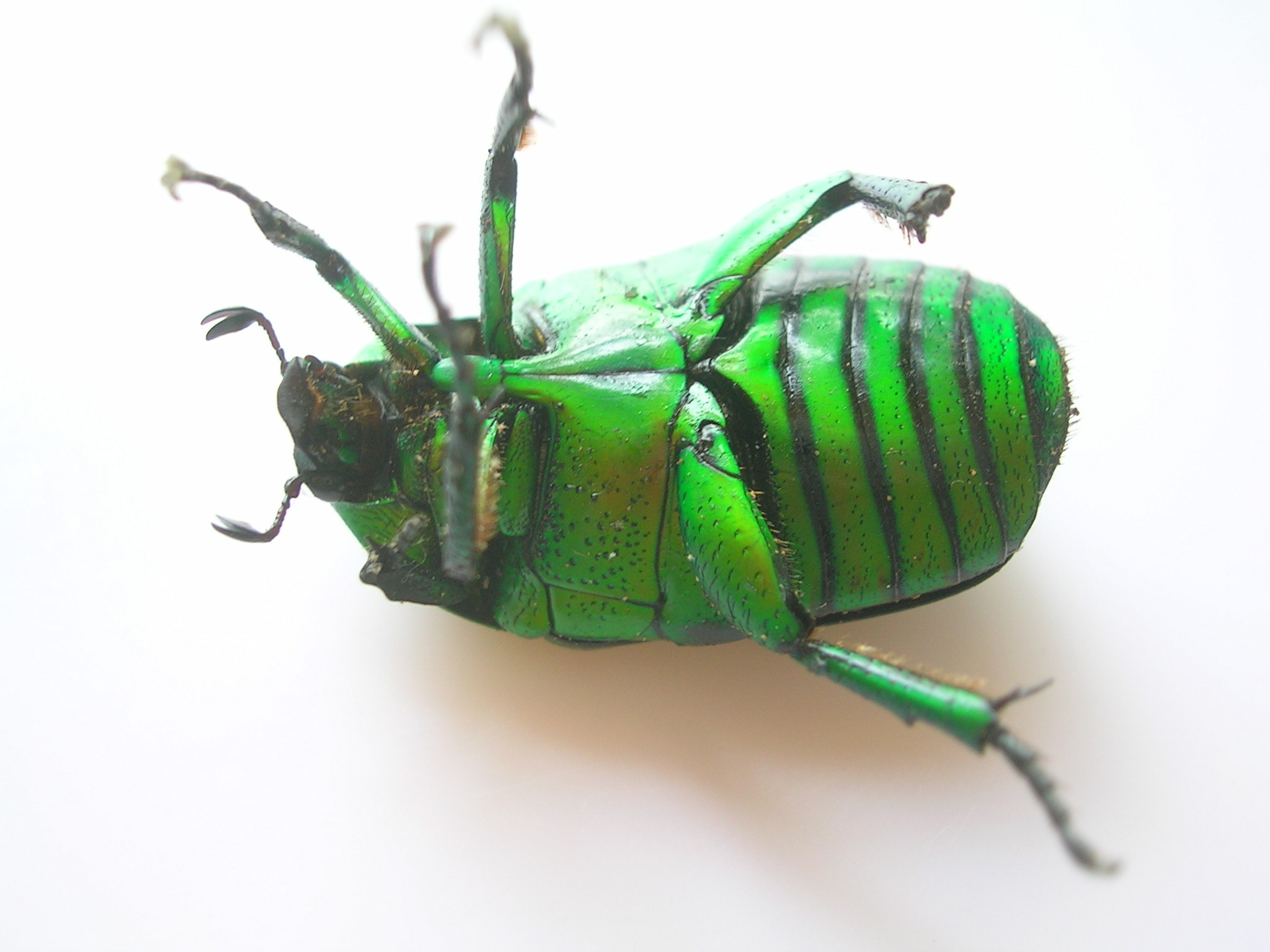